# 赵天杰
赵天杰（1964年1月—），汉族，河南柘城人，1984年11月入党，石河子农学院农学系植保专业毕业，1985年8月参加工作，1999年8月在职取得大连理工大学管理科学与工程专业研究生学历。曾任伊犁州党委书记。

## 简历
1985年8月进入昌吉州党委工作，曾任农工部干部，州体改委主任，州党委副秘书长，州建设局局长；
2004年4月，任玛纳斯县代县长；2005年1月，任玛纳斯县县长；2005年11月，任中共玛纳斯县委书记；
2009年11月，任中共博州党委常委、组织部部长；2016年4月，任中共伊犁州党委常委、组织部部长；
2017年2月，任新疆自治区公安厅副厅长；
2017年11月至2020年3月，任中共伊犁州党委书记、霍尔果斯经济开发区党工委书记。